# Stevia menthaefolia
Stevia menthaefolia là một loài thực vật có hoa trong họ Cúc. Loài này được Sch.Bip. miêu tả khoa học đầu tiên.